# Action Directe (organisation)
Action Directe var en fransk väpnad vänsterorganisation och stadsgerilla som var aktiv mellan 1979 och 1987. Beskrevs ofta som en terrororganisation 
Organisationen gjorde sig främst känd genom ett antal spektakulära väpnade attacker mot bland annat den franska arbetsgivarorganisationen och olika militära mål. 
Renault-chefen Georges Besse mördades av Action Directe 1986.